# Käthe Tellheim
Käthe Tellheim, geborene Katharina Grünerbel, verheiratete Katharina Dimpflmeier (* 1900 in München; † 1984 ebenda), war eine deutsche Volkssängerin und Jodlerin.

## Leben
Sie wurde 1900 in München als Katharina Grünerbel geboren. Nach ihrer Heirat hieß sie Dimpflmeier, „Käthe Tellheim“ wurde ihr Künstlername. Ihre Karriere begann 1930 mit einem Auftritt im Deutschen Theater München in einer Vorstellung von Ralph Benatzkys Operette Im weißen Rößl.
Der Weiß Ferdl holte sie auf die Bühne des “Platzl” am Hofbräuhaus, wo sie neben Seffi Braun und Minna Reverelli als Meisterjodlerin glänzende Erfolge feiern konnte. Beim Oktoberfest trat sie als „Bräu-Rosl“ im gleichnamigen Wiesnzelt der Pschorr-Brauerei auf.
Gastspiele führen sie auch in die Vergnügungsstätten in Berlin, z. B. ins Ballhaus Femina.
Wie das Taschenalbum „Künstler im Rundfunk“ bezeugt, gastierte sie regelmäßig auch am Rundfunk. Ihre Kunst ist auf zahlreichen Grammophonplatten erhalten geblieben.
Im Zweiten Weltkrieg wurde sie zur Truppenbetreuung herangezogen.
Nach 1945 begann sie noch eine neue, weitere Karriere, in der sie beim Film und danach beim Fernsehen in Erscheinung trat. In der ersten Folge der populären Fernsehserie Funkstreife Isar 12 mit dem Volksschauspieler Karl Tischlinger spielte sie 1961 die Münchnerin Frau Obermaier. 1965 sah man sie in der Fernsehreihe Das Kriminalmuseum in der Folge Die Mütze.
In den großen Kurt Wilhelm-Verfilmungen der Volksstücke Die Pfingstorgel und Der Holledauer Schimmel von Alois Johannes Lippl führte sie die Fernsehzuschauer an der Seite des Roider Jackl als Moritatensängerin kommentierend durch die Handlung. Und in Jonathan, Hans W. Geissendörfers allererstem Spielfilm, der den Untertitel „Vampire sterben nicht“ trug, wirkte sie 1969 als sie selbst mit.
Käthe Tellheim starb 1984. Ihr Grab befindet sich auf dem Friedhof am Perlacher Forst.

## Filmografie
- 1952: Heimatglocken
- 1961: Funkstreife Isar 12 (TV-Serie, Folge: „Der erste Einsatz“)
- 1965: Das Kriminalmuseum (TV-Serie, Folge: „Die Mütze“)
- 1965: Die Pfingstorgel
- 1968: Der Holledauer Schimmel (Fernsehfilm)
- 1969: Jonathan

## Tondokumente (Beispiele)
- Grammophon 10 106 A (mx. 2183 BN-8) Kuckuck / B (mx. 2184 1/2 BN-8) Erzherzog Johann-Jodler
- Grammophon 10 247 A (mx. ) Drob’n auf’m Tannabaum. Lied u. Jodler (o. Komp. = Josef Pöll) Käthe Tellheim, Jodlerin vom “Platzl” München, mit Orchesterbegleitung.[8]
- Grammophon 10 924 A (mx. ) Heimatklänge (Volksmelodien, bearb. Ebner) / B (mx. ) Der Burgl ihr Jodler (Millöker, bearb. Ebner) Käthe Tellheim, Jodlerin vom “Platzl” München, mit Orchesterbegleitung. Aufgen. 1938.[9]
- Polydor 48 355 A (mx. ) Auf der Hollaridl-Alm. Ländler (Rauch) Fred Rauch mit seinen Instrumental-Solisten. Gesang Fred Rauch und Käthe Tellheim.
- Polydor 48 375 A (mx. 1895-2 KK) Norwegische Jodel-Serenade. Foxtrot (Juul Hansen, Féni Busch) Käthe Tellheim, Jodler, Rudi Knabl, Zither mit dem Fitzett, aufgen. 31. Juli 1950.